# Лёкъизвож
Лёкъизвож, Лёк-Извож — река в России, протекает по территории Троицко-Печорского района Республики Коми. Устье реки находится в 130 км по левому берегу реки Илыч. Длина реки — 10 км.
Исток реки на возвышенности Высокая Парма (предгорья Северного Урала)к востоку от горы Лёкъиз-Вомынбеж (296 м НУМ). Река течёт на север, стекая с возвышенности в долину Илыча. Всё течение проходит в ненаселённой холмистой тайге на территории Печоро-Илычского заповедника. Впадает в Илыч в скальных выходах ниже острова Молебен-Ди. Ширина реки на всём протяжении не превышает 10 м.

## Данные водного реестра
По данным государственного водного реестра России относится к Двинско-Печорскому бассейновому округу, водохозяйственный участок реки — Печора от истока до водомерного поста у посёлка Шердино, речной подбассейн реки — Бассейны притоков Печоры до впадения Усы. Речной бассейн реки — Печора.